# ميشيل ديون
ميشيل ديون هو لاعب هوكي الجليد كندي، ولد في 11 فبراير 1954 في غرانبي في كندا.

## وصلات خارجية
- ميشيل ديون على موقع دوري الهوكي الوطني (الإنجليزية)
- ميشيل ديون على موقع EliteProspects.com (الإنجليزية)
- ميشيل ديون على موقع HockeyDB.com (الإنجليزية)